# Celso Ayala
Celso Rafael Ayala Gavilán (ur. 20 sierpnia 1970 w Asunción) – paragwajski piłkarz grający na pozycji środkowego obrońcy. Nosił przydomek „Chito”.

## Kariera klubowa
Karierę piłkarską Ayala rozpoczął w stołecznym mieście Asunción w tamtejszym klubie Club Olimpia. W 1990 roku zadebiutował w jego barwach w paragwajskiej Primera División. Swój pierwszy sukces z tym klubem osiągnął w tym samym roku, kiedy dotarł do finału Copa Interamericana oraz wygrał Supercopa Sudamericana. Z kolei w 1991 roku wygrał Recopa Sudamericana, a w 1992 roku dotarł do finału Copa CONMEBOL. Natomiast w 1993 roku został po raz pierwszy i jedyny w karierze mistrzem Paragwaju.
W 1994 roku Celso wyjechał do Argentyny. Został piłkarzem zespołu Rosario Central. Występował tam przez rok z takimi zawodnikami jak Roberto Abbondanzieri, Roberto Bonano czy Kily González. W 1995 roku odszedł z zespołu i został zawodnikiem jednego z najbardziej utytułowanych klubów w kraju, River Plate. W 1996 roku sięgnął z klubem z Buenos Aires po puchar Copa Libertadores (0:1, 2:0 z kolumbijską Amériką Cali). Został także mistrzem fazy Apertura. W 1997 roku wywalczył mistrzostwo obu faz ligi, a także Supercopa Sudamericana.
Latem 1998 roku Ayala trafił do Hiszpanii. Został zawodnikiem Realu Betis, a w Primera División zadebiutował 20 września w przegranym 0:1 wyjazdowym spotkaniu z Racingiem Santander. W Betisie rozegrał tylko 17 spotkań, a po roku odszedł z zespołu. Został zawodnikiem stołecznego Atlético (debiut: 19 grudnia w przegranym 1:2 meczu z FC Barcelona). W Atlético zagrał 9 razy i był rezerwowym m.in. dla rodaka Carlosa Gamarry.
W połowie 2000 roku Ayala został piłkarzem brazylijskiego São Paulo FC i występował tam przez pół roku. Na początku 2001 roku wrócił do River Plate i przez pierwsze trzy sezony występował w pierwszym składzie. W 2002 i 2003 roku został mistrzem fazy Clausura, ale doznał kontuzji, która wyeliminowała go z gry na prawie dwa sezony. W 2006 roku na krótko trafił do chilijskiego CSD Colo-Colo i po rozegraniu 6 spotkań zakończył piłkarską karierę.
| Sezon   | Klub            | Kraj      | Rozgrywki        | Mecze | Bramki |
| ------- | --------------- | --------- | ---------------- | ----- | ------ |
| 1990    | Club Olimpia    | Paragwaj  | Primera División | ?     | ?      |
| 1991    | Club Olimpia    | Paragwaj  | Primera División | ?     | ?      |
| 1992    | Club Olimpia    | Paragwaj  | Primera División | ?     | ?      |
| 1993    | Club Olimpia    | Paragwaj  | Primera División | ?     | ?      |
| 1994    | Club Olimpia    | Paragwaj  | Primera División | ?     | ?      |
| 1994/95 | Rosario Central | Argentyna | Primera División | 15    | 0      |
| 1995/96 | River Plate     | Argentyna | Primera División | 10    | 0      |
| 1996/97 | River Plate     | Argentyna | Primera División | 20    | 1      |
| 1997/98 | River Plate     | Argentyna | Primera División | 32    | 4      |
| 1998/99 | Real Betis      | Hiszpania | Primera División | 17    | 1      |
| 1999/00 | Atlético Madryt | Hiszpania | Primera División | 9     | 1      |
| 2000    | São Paulo FC    | Brazylia  | Série A          | 8     | 0      |
| 2000/01 | River Plate     | Argentyna | Primera División | 17    | 2      |
| 2001/02 | River Plate     | Argentyna | Primera División | 27    | 1      |
| 2002/03 | River Plate     | Argentyna | Primera División | 16    | 0      |
| 2003/04 | River Plate     | Argentyna | Primera División | 0     | 0      |
| 2004/05 | River Plate     | Argentyna | Primera División | 0     | 0      |
| 2006    | CSD Colo-Colo   | Chile     | Primera División | 6     | 0      |

## Kariera reprezentacyjna
W reprezentacji Paragwaju Ayala zadebiutował 3 marca 1993 roku w wygranym 1:0 towarzyskim spotkaniu z Boliwią. W tym samym roku został powołany na Copa América 1993, a wystąpił także na Copa América 1995, Copa América 1997 i Copa América 1999. W 1998 roku został powołany przez selekcjonera Paula Césara Carpegianiego do kadry na Mistrzostwa Świata we Francji. Tam był podstawowym zawodnikiem i wystąpił we wszystkich czterech meczach: zremisowanych 0:0 z Bułgarią i Hiszpanią, wygranym 3:1 z Nigerią oraz przegranym 0:1 w 1/8 finału z Francją.
Z kolei na Mistrzostwach Świata 2002 Ayala także rozegrał cztery spotkania: z RPA (2:2), z Hiszpanią (1:3), ze Słowenią (3:1) oraz w 1/8 finału z Niemcami (0:1). Karierę reprezentacyjną zakończył w 2003 roku po meczu z USA (0:0). W kadrze narodowej rozegrał 85 spotkań i zdobył 6 goli.